# Hirschlatt
Hirschlatt ist ein Stadtteil von Friedrichshafen am Bodensee, der zur Ortschaft Ettenkirch gehört.

## Geschichte

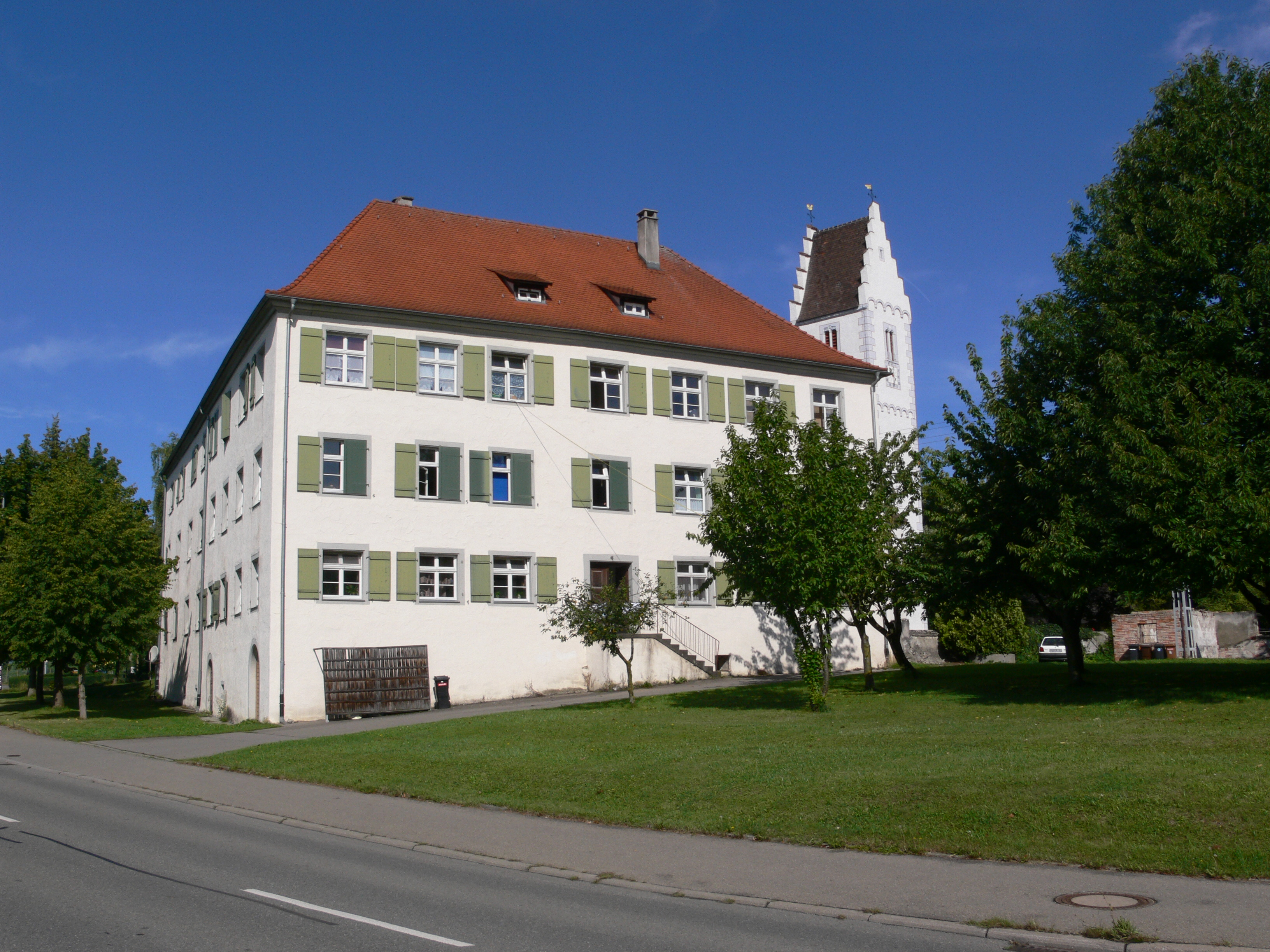
Ehemaliger Kelhof des Klosters Kreuzlingen und Kirche St. Sylvester in Hirschlatt

Hirschlatt wurde 1074 als Hirceslat erstmals urkundlich erwähnt. Der Name bedeutet „Hirschsumpf“. Die Reichsvogtei Hirschlatt gehörte zunächst dem Herzog Welf IV., dann den Staufern und schließlich Werner von Raderach. Um 1300 wurde der Ort an die Grafen von Montfort verpfändet.
Diese verkauften 1656 für 5000 Gulden das Recht der Niederen Gerichtsbarkeit in der Reichsvogtei Hirschlatt an das Kloster Kreuzlingen. 1749 erwarb dieses für 14000 Gulden von der Habsburger Monarchie die vollen Hoheitsrechte über die Reichsvogtei Hirschlatt. Da diese Vogtei reichsunmittelbar war, wurden die Äbte des Klosters Kreuzlingen fortan zu den Reichstagen eingeladen. Aber auch nach dem Verkauf dieser Rechte verblieb die territoriale Obrigkeit über die Reichsvogtei Hirschlatt bei der Habsburger Monarchie. Diese behielt damit das allgemeine Gesetzgebungsrecht und das Recht, Zoll zu erheben.
Mit dem Reichsdeputationshauptschluss von 1803 verlor das Kloster Kreuzlingen seine Hoheitsrecht wieder. Hirschlatt fiel zunächst an das Fürstentum Hohenzollern-Hechingen, welches 1813 dieses Gebiet für 140.000 Gulden an das Herzogtum Württemberg verkaufte. Dort war es eine selbständige Gemeinde innerhalb des Oberamts Tettnang.
1937 wurde Hirschlatt in die Gemeinde Ettenkirch eingegliedert, welche wiederum am 1. Dezember 1972 nach Friedrichshafen eingemeindet wurde.

## Infrastruktur
Im Mittelalter befand sich das Kloster Hirschlatt mit dem Kastel Kestenbach, Burg Raderach, den Pfarrweilern Kehlen, Ailingen und Berg auf einer Verkehrsachse zwischen dem Schloss Tettnang und dem Bischofsschloss Markdorf. Nach heutigen Erkenntnissen befinden sich große Teile dieser historischen Straße auf der heutigen Haupttrassen. Bei Hirschlatt K7725. Die Übergänge über die Flüsse Schussen und Rotach befanden sind für die Schussen bei Kehlen und die Rotach in Ittenhausen.